# Orkneyøerne
Orkneyøerne /årkni-/ (engelsk: Orkney, på (især lidt ældre) dansk også kaldet Ørkenøerne) (‑ey‑ betyder ø, og Orkneyøerne er en tautologi, Orknøøerne) er en skotsk øgruppe beliggende 16 km nord for det skotske fastland med 21.000 indbyggere. Øernes to byer ligger begge på hovedøen Mainland: Kirkwall med ca. 7.000 indbyggere og færgebyen Stromness med ca. 2.000 indbyggere. Kun 20 af de 70 øer er beboede.
Øerne ligger mellem 58. og 59. grad nordlig bredde og fordeler sig på et område 50 km øst-vest og 85 km nord-syd. Halvdelen af øernes 974 km² store areal ligger på hovedøen Mainland.
Regionen styres af det lokale regionsråd Orkney Islands Council.
Navnet Orkney stammer fra geografen Claudius Ptolemæus (født 90 e.Kr., død 168 e.Kr.), som kaldte øerne for Orcades. Det gamle gæliske navn på øgruppen var Insi Orc, som betyder Orc’ernes Øer. Orc betyder gris eller vildsvin på gælisk. Da de norske vikinger kom til øerne, tolkede de orc som orkn, som var et gammelt norrønt ord for sæl. Ordet ey betyder ø (norsk: øy), og det moderne danske navn er således en pleonasme, der skyldes, at man ikke kender ordets etymologi (det gamle danske navn, Ørkenøerne, er derimod ikke en pleonasme). Øernes engelske navn er Orkney eller The Orkneys, tidligere også Orkney Islands eller Isles of Orkney.
Hovederhverv er turisme, fiskeri og landbrug. Orkney eksporterer kød, ost, whisky, øl og fisk.

## Historie
Indtil 10.500 f. Kr. lå Orkneyøerne under gletsjeris. Mellem 10.000 og 8.000 f. Kr. hævede landmasserne sig, og øerne blev dannet. Omkring 5.900 f. Kr. var øerne dækket af græs og hasselbuske.
Der er spor af menneskelig aktivitet på Orkneyøerne helt tilbage til 3.100 f. Kr. Et vigtigt bevis på dette er bopladsen Skara Brae, som efter en storm i 1850 kom frem i dagslyset efter at have været begravet under sand i Bay of Skaill på vestkysten af øen Mainland. De sidste udgravninger blev foretaget mellem 1928 og 1930. Skara Brae kom med på UNESCOs Verdensarvsliste i 1999.
Ring of Brodgar (Brodgar ses også stavet Brogar) er en forhistorisk stencirkel, som ligger mellem indsøerne Stenness og Harray på Mainland. Stencirklen ligner Stonehenge i England. Cirklens centrum er aldrig blevet udgravet og videnskabeligt dateret. Formodentlig er stencirklen rejst ca. 2.500 f.Kr., nogenlunde samtidigt med Stonehenge og andre europæiske, forhistoriske monumenter.
Derudover findes deres en række andre berømte levn fra stenalderen, der tæller Knap of Howar, Standing Stones of Stenness og passagegraven Maeshowe.

### Piktere og romere
Øernes første indbyggere var piktere, og der findes rester efter flere af deres underjordiske huse, gravsteder, runde tårne (brochs), stencirkler og obelisker. Der er blandt andet bevaret møllesten, benkamre og en del keramik.
Romerne kendte Orkneyøerne og sejlede antagelig rundt om dem. De navngav øgruppen Orcades. Der findes beviser for, at de har handlet, direkte eller indirekte, med indbyggerne, men de forsøgte ikke at erobre øerne.
Det er sandsynligt, at skotter fra Dalriada etablerede sig på øerne i begyndelsen af det 6. århundrede. Deres tid dér var kort, og pikterne etablerede sig på ny. Keltiske missionærer kom til øerne omkring 565 og kristnede delvis øerne, som mange gravindskrifter viser.

### Under Norgesvældet
Orkneyøerne var norske fra ca. 875 til 1468. Efter at Harald Hårfager havde samlet Norge til ét rige, flygtede mange af hans modstandere fra Norge, og en del af dem slog sig ned på Orkneyøerne. Herfra drev de plyndringstogter mod Skotland og Norge. Det resulterede i, at Harald Hårfager samlede en stor flåde, og ca. 875 tog Harald Hårfager og hans mænd kontrol over Orkney- og Shetlandsøerne.
Øerne blev kristnet af kong Olav Tryggvason i 995, da han kom forbi Orkneyøerne på vej til Irland. Kong Olav sendte bud til Sigurd Jarl og beordrede jarlen til at lade sig døbe i den kristne tro. Sigurd Jarl var modvillig, men gav efter da kong Olav truede med at dræbe hans søn Hvelp. Øerne fik deres egen biskop i begyndelsen af 1000-tallet. Fra 1153 blev bispedømmet for Orkneyøerne, Kirkjuvåg bispedømme, underlagt det nyoprettede Nidaros ærkebispedømme i det nuværende Trondheim. Kirkjuvåg bispedømmet var underlagt Nidaros frem til 1472.

### Pantsættelse af øerne til Skotland
I 1397 blev Norge en del af Kalmarunionen, og Norge kom under dansk styre. Nogle år efter var monarken Christian 1. i pengenød, da hans datter Margrete i 1468 blev forlovet med Jakob 3., og han pantsatte derfor de norske Orkneyøerne og Shetlandsøerne som betaling af medgiften.
Uden det norske rigsråds vidende indgik han 8. september 1468 en kontrakt med Jakob 3. om pantsættelse af Orkneyøerne for 50.000 rhinske gylden og 28. maj 1469 Shetland for 8.000 rhinske gylden. Christian 1. sikrede sig en klausul om indløsningsret til fremtidige norske-danske konger. Pantet blev af senere konger forsøgt indløst, men eftersom dette blev afvist af de skotske monarker og pantet således aldrig indløst, har øerne siden tilhørt Skotland og senere, efter foreningen i 1603 og 1701 af Skotland med England, Storbritannien.
I 1471 fik William, jarl af Orkneyøerne, slottet og ejendommene i Ravenscraig i Fife, mens Orkneyøerne blev annekteret af den skotske krone den 20. februar 1472.
Da der i løbet af 1900-tallet spredte sig en utilfredshed med de britiske centralmyndigheders behandling af distrikterne, blev den gamle historiske aftale om Margretes ægteskabskontrakt gravet frem igen. Der blev sendt en bøn til både den svenske og den danske konge om at udbetale Margretes medgift i kontanter til det skotske finansdepartement for at tilbageføre Orkneyøerne og Shetlandsøerne til deres oprindelige position som en del af Norge alternativt del af Danmark. Da dette ikke var politisk muligt, blev løsrivelsen ikke gennemført ved den lejlighed.

### Folkeafstemningen om skotsk uafhængighed 2014
I forbindelse med Skotlands folkeafstemning om løsrivelse fra Storbritannien er der begyndt en debat om, at Orkneyøerne og Shetlandsøerne skal søge frigørelse fra Skotland. Ved folkeafstemningen om skotsk uafhængighed stemte 4.883 (32.8%) af Orkneyøernes indbyggere for og 10.004 (67.2%) imod. I alt 14.887 vælgere deltog i afstemningen svarende til en deltagelsesandel på 83.7%.

## Seværdigheder
Kommer man med færge fra det skotske fastland, vil Stromness for mange være det første møde med Orkneyøerne. Byen blev grundlagt 1620. Ved Stromness er der fundet rester af en havn fra 1100-tallets vikinger.
Den med røde sandsten byggede St. Magnus katedral fra år 900 er et vartegn for Kirkwall, der også er et godt udgangspunkt for dagture til resten af Orkneyøerne.

## Geografi
- Auskerry er en lille ø med fyrtårn og fuglereservat
- Burray er en lille ø, som har et fossilmuseum
- Eday
- Egilsay
- Eynhallow
- Flotta
- Graemsay
- Holm of Papa
- Hoy er den næststørste ø med Skotlands nordligste naturlige skov
- Mainland er den største ø med byerne Kirkwall og Stromness
- North Ronaldsay
- Papa Stronsay
- Papa Westray
- Rousay
- Sanday
- Shapinsay
- South Ronaldsay
- Stronsay
- Westray
- Wyre